# 순천 송광사 영산전 후불탱 팔상탱
순천 송광사 영산전 후불탱 팔상탱(順天 松廣寺 靈山殿 後佛幀 八相幀)은 전라남도 순천시, 송광사 영산전에 있는 조선시대의 불화이다. 2003년 2월 3일 대한민국의 보물 제1368호로 지정되었다.

## 개요
후불탱은 비록 규모는 작지만 일반적으로 석가후불화에서 보이는 불·보살과 제자 등의 교화성중 및 사천왕·팔부중 등 호법신들에 추가하여, 국왕과 대신같은 많은 청문성중을 비롯한 부처님께 법을 청하는 사리불(舍利佛)까지 등장시켜 놓았다.
팔상도는 제1도인 '도솔래의상'(兜率來儀相)으로부터 마지막 내용의 제8도 '쌍림열반상'(雙林涅槃相)에 이르기까지 모두 8폭으로 이루어져 있는데, 토황 바탕에 적·녹색을 많이 사용하고 영산회도에서와 마찬가지로 전반에 걸쳐 칙칙한 갈색 분위기의 다자색 바람질이 시행되어 무거운 느낌을 준다.
영산전의 주불인 석가모니불의 후불화이면서도 다른 영산회도 및 기타 전각의 석가후불도와는 다르게 그림 하단부에 설법을 듣는 청중들과 사리불까지 배치시킴으로써 법화경 내용에 매우 충실한 대표적인 영산회도라는데 의의가 있다. 팔상도 또한 구성이 복잡하지 않고 간단한 초기 팔상도의 경향을 띠고 있으며, 자연스럽고 사실적인 나무 표현기법과 여유로운 경물의 배치를 보여주고 있어 당시 또는 앞선 시기 일반회화와의 관계까지도 가늠해 볼 수 있는 중요한 자료이다.

## 같이 보기
- 송광사
- 순천 송광사 영산전 - 보물 제303호

## 참고 자료
- 송광사영산전후불탱.팔상탱 - 국가유산청 국가유산포털